# The Road Through the Dark
The Road Through the Dark  è un film muto del 1918 diretto da Edmund Mortimer.

## Produzione
Il film fu prodotto dalla Clara Kimball Young Film Corporation.

## Distribuzione
Distribuito dalla Select Pictures Corporation, il film uscì nelle sale cinematografiche statunitensi nel novembre 1918.
Non si conoscono copie ancora esistenti della pellicola che viene considerata presumibilmente perduta.